# キム・クーリッヒ
キム・クーリッヒ（Kim Kulig、1990年4月9日 - ）は、ドイツ・バーデン＝ヴュルテンベルク州ヘレンベルク出身の元プロサッカー選手。元ドイツ女子代表。現役時代のポジションはFW。

## 経歴

### クラブ
2003年、VfLジンデルフィンゲンに入団。2006年に2部リーグでプロデビューを飾ると、デビューシーズンながら17ゴールを挙げた。この活躍から2008年のフリッツ・ヴァルター・メダル女子部門で銀メダルを受賞した。同年、ハンブルガーSVの女子チームに移籍。3シーズンの在籍で59試合27ゴールの成績を残した。2011–12シーズンより1.FFCフランクフルトに移籍。
2015年9月、膝の負傷が長引いていることを理由に現役引退を表明した。

### 代表
2009年2月の中国戦で初キャップ。7ヶ月後、UEFA欧州女子選手権2009に参加し決勝のイングランド戦でゴールを挙げた。
その後、再び年代別代表に戻り、優勝した2010 FIFA U-20女子ワールドカップでブロンズボールを受賞。
2011 FIFA女子ワールドカップでは準々決勝の日本戦で右膝前十字靭帯を負傷してしまい、試合開始わずか4分で交代を余儀なくされた。

### 引退後
引退後はドイツサッカー連盟に勤務する傍ら、ZDFでコメンテーターもしている。
2016年5月、元サッカー選手のメラニー・ゾヤーとの同性婚を発表。

## タイトル

### 代表
- FIFA U-20女子ワールドカップ: 2010
- UEFA欧州女子選手権: 2009

### 個人
- フリッツ・ヴァルター・メダル: 銀メダル（2008）
- FIFA U-20女子ワールドカップブロンズボール: 2010

## 代表でのゴール
| Kulig – goals for Germany | Kulig – goals for Germany | Kulig – goals for Germany | Kulig – goals for Germany | Kulig – goals for Germany | Kulig – goals for Germany | Kulig – goals for Germany |
| #                         | Date                      | Location                  | Opponent                  | Score                     | Result                    | Competition               |
| ------------------------- | ------------------------- | ------------------------- | ------------------------- | ------------------------- | ------------------------- | ------------------------- |
| 1.                        | 2009年3月6日              | アルブフェイラ            | 中華人民共和国            | 2–0                       | 3–0                       | アルガルヴェ・カップ2009  |
| 2.                        | 2009年3月9日              | ファロ                    | スウェーデン              | 2–3                       | 2–3                       | アルガルヴェ・カップ2009  |
| 3.                        | 2009年9月10日             | ヘルシンキ                | イングランド              | 3–1                       | 6–2                       | UEFA欧州女子選手権2009    |
| 4.                        | 2011年5月21日             | インゴルシュタット        | 北朝鮮                    | 1–0                       | 2–0                       | 親善試合                  |
| 5.                        | 2011年6月3日              | オスナブリュック          | イタリア                  | 3–0                       | 5–0                       | 親善試合                  |
| 6.                        | 2011年6月7日              | アーヘン                  | オランダ                  | 4–0                       | 5–0                       | 親善試合                  |
| 7.                        | 2013年4月5日              | オッフェンバッハ          | アメリカ合衆国            | 1–2                       | 3–3                       | 親善試合                  |

出典: